# Limay, Bataan

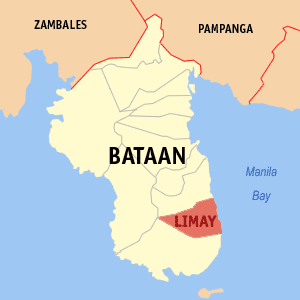
Bản đồ của Bataan với vị trí của Limay.

Limay là một đô thị cấp một ở tỉnh Bataan, Philippines. Theo điều tra dân số năm 2015, đô thị này có dân số 68.071 người trong.

## Các đơn vị hành chính
Limay, về mặt hành chính, được chia thành 12 khu phố (barangay).
- Alangan
- Kitang I
- Kitang 2 & Luz
- Lamao
- Landing
- Poblacion
- Reformista
- Townsite
- Wawa
- Duale
- St. Francis I (Bo. Roxas)
- St. Francis II (Bacong)